# Václav Švejcar
Václav Švejcar (Písek, 1962. július 12. – Písek, 2008. december 25.) cseh festőművész, meditációs képek alkotója. Bár az ábrázoló művészetben autodidakta, a meditációs képek területén a legismertebb és legnépszerűbb cseh művészek közé tartozik.

## Életrajz

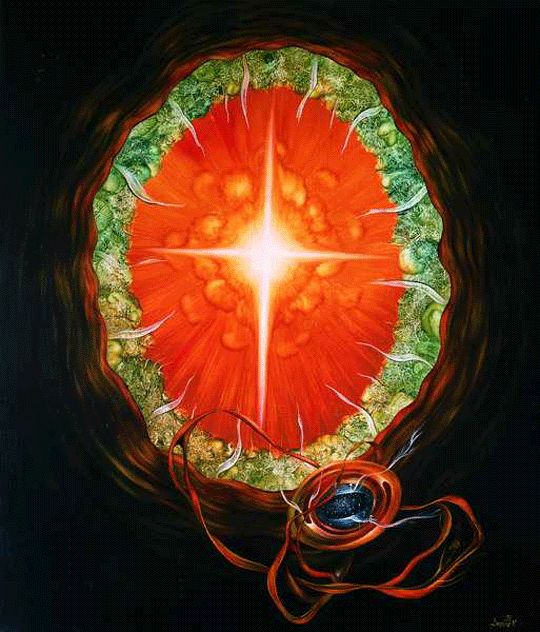

Hajógépész szakmát tanult (1980), az érettségit egy gépipari szakközépiskolában tette le Strakonicében (1983),  majd a tanulást a Prágai Műszaki Főiskola Gépipari Szakán folytatta  (1990).
Hajóskapitányként dolgozott, és 1991-ben Libéria partjainál heveny vakbélgyulladás következtében a klinikai halál állapotába került. Ez az élmény alapvetően megváltoztatta az életfelfogását és látásmódját. Saját látomásainak kifejezéséhez elkezdett meditációs képeket festeni, még ugyanebben az évben otthagyta addigi szakmáját hogy teljes idejében a festőművészettel foglalkozhasson, képei megtekintőinek megnyugtató, harmóniát sugárzó energiát adhasson, és lehetőleg ösztönözze őket saját szellemi energiájuk megtalálására.

## Művei
1991 óta Václav Švejcarnak sok önálló kiállítása volt egész Csehországban, 1991-ben New Yorkban is, részt vett több  közös kiállításban Csehországon kívül Németországban (1990), Ausztriában (1996, 1997, 2004) és az Egyesült Államokbeli Floridában (2006) is. A részletes lista a szerző hivatalos weboldalán található. Képei különféle magazinokban, könyvekben és spirituális zenei CD-k borítóján is megjelennek.
A művész dél-bohémiai Písekben található műtermét előzetes egyeztetés után meg lehet tekinteni.

## Képgaléria

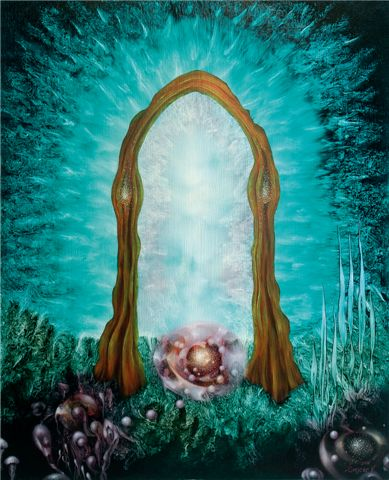
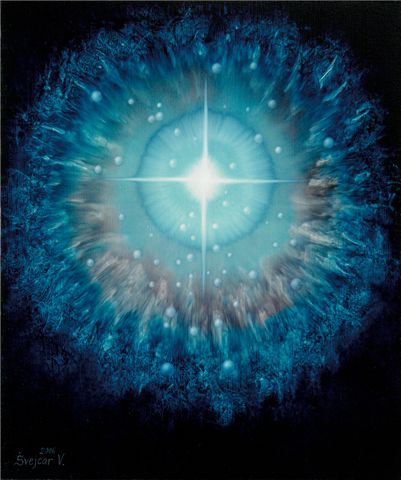
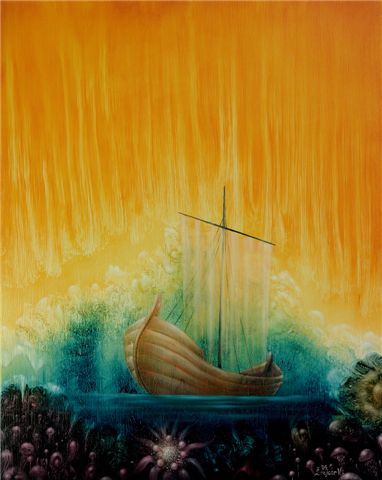

## Könyvek
- Funk, Karel: Tři duše naboso. Meditace nad duchovní cestou.(Táňa Fišerová, Dana Majdová, Václav Švejcar). Olomouc: Fontána, 2002. 254p. ISBN 80-86179-89-3.  (csehül)